# 엄태경
엄태경(1979년 12월 2일 ~ )은 대한민국의 희극 배우 및 기업인, ESG전문컨설팅회사 대표, 아산 코미디홀 관장을 역임했다.

## 출연작품

### 예능
- 《개그콘서트》(KBS2)
  - 뭔 짓이냐
  - 몽당 친구들
  - 묻지마 커플
  - 보디가드
  - 충무로
  - 4인 4색
  - 마이걸
  - 비틀지
  - 버퍼링스
  - 엔젤스
  - 오성과 한음
- 《쇼! 행운열차》
  - 황혼에서 새벽까지
  - 황혼민박
- 《코미디 파일》
  - 아니되옵니다
- 《폭소클럽》
  - 기호1번 박후보
- 《TV는 사랑을 싣고》
- 《잡지왕》(MBC)

### 드라마
- 《울라불라 블루짱》

## 뮤직
- 버퍼링스 정규 1집 "INTRO"
- "재미있는 GAG 크리스마스 CAROL"
- 디지털싱글 "사랑의 흑기사"

## 같이 보기
- 안윤상
- 김진철
- 이혜석
- 김종은
- 장유환
- 홍예슬
- 안소미
- 김민경
- 류담
- 이승윤
- 김기수
- 노우진
- 박영진
- 김병만
- 이수근
- 김영희
- 이재훈